# 에조 공화국
에조 공화국(일본어: 蝦夷共和国)은 1869년 1월 27일에 성립되어 그해 6월 27일까지 홋카이도에서 존재한 일본 최초이자 마지막 공화국이다. 하코다테 전쟁이 끝나면서 소멸했다.

## 역사

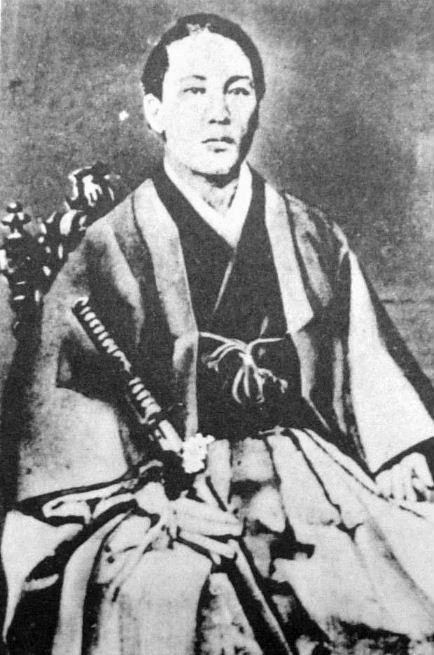
에노모토 다케아키

에조 공화국은 1867년, 대정봉환으로 도쿠가와 막부가 막을 내리자 이에 불만을 품은 도쿠가와 막부 내 군인들이 일으킨 일종의 반란이었다. 에도 막부가 소멸하고 야마오카 뎃슈의 알선에 의해 신정부군의 대총독부 참모인 사이고 다카모리와 옛 막부 육군 총재의 가쓰 가이슈의 회담에서 에도 성의 무혈 개성이 결정되었던 것이다. 막부의 마지막 쇼군 도쿠가와 요시노부가 시즈오카로 낙향하는 것을 지켜본 도쿠가와 막부의 해군 부총재 에노모토 다케아키는 구 막부의 신하들을 보호하고 북방을 방어한다는 이유를 내세워 1868년 8월 9일, 해군 기함 카이요마루를 비롯한 8척의 배를 이끌고 에도를 탈출했다. 도중에 아이즈 전쟁에서 패한 전습대를 비롯, 신선조와 창의대의 잔존세력들이 에노모토에게로 합류했고 이를 바탕으로 에노모토는 에조국 마쓰마에 번을 침공한다. 당시 마쓰마에 번주였던 마쓰마에 노리히로가 급사하면서 그대로 마쓰마에 번 전체를 정복한다.
이를 바탕으로 이들은 하코다테에 정청을 두게 된다. 이들은 스스로를 에조 공화국이라 칭한 건 아니었지만, 영국 공사관 서기관인 애덤스가 하코다테 정청을 "공화국"이라 보고하면서 에조 공화국이라는 명칭이 생겨나게 되었다. 하지만 이들이 에조에 정식으로 나라를 세운 건 아니었기 때문에 "에조 도쿠가와 막부 무사대"라고 불러야 한다는 의견도 있긴 하다.
1868년 11월 4일, 에노모토가 하코다테를 점령한 뒤에 영국과 프랑스의 공사를 태운 군함들이 하코다테를 방문했다. 이들은 에노모토와 회견을 가진 뒤, 다음과 같은 사항을 적은 각서를 보내왔다. "일본 국내 문제에 우리는 중립을 지킨다, 교전 단체로서의 권리는 인정하지 않는다, 그러나 '사실상의 정권(Authorities De Facto)'으로는 인정한다."라는 것이었다. 이 '사실상의 정권'이란 말은 이후 에조 공화국을 논할 때 두고두고 논란이 되었다.
하지만 '사실상의 정권'이라는 말은 말장난에 불과했다. 기실 에노모토를 만나고 호감을 가진 영국과 프랑스 군함의 함장들이 본국의 훈령도 무시하고 멋대로 쓴 것에 불과한 것이었던 것이다. 사실상의 정권이란 영국이 하코다테의 정부만을 유일한 정권으로 인정하기 위한 구실이었다. 그러나 에노모토는 이 '사실상의 정권'이라는 말에서 국제법의 헛점을 찾아내고, 이를 이용하여 하코다테 정권을 교전단체로 인정하게 만든다.
이후 12월 5일, 일본 최초의 선거(입찰)을 통한 정부 조직 구성이 이뤄졌다. 하지만 어디까지나 투표권은 에노모토를 따라온 군인들에게만 있었고 현지 주민들에겐 투표권이 주어지지 않았다. 그래서 사실상 요식 행위에 불과한 것이었다는 지적이 있기도 하다. 어쨌든 856명이 투표하여 156표를 받은 에노모토가 총재(대통령)으로 임명되었고 120표를 받은 마츠다이라 타로가 부총재가 되었다. 그리고 이후 득표순대로 주요 각료들을 선임했다.
하지만 에조 공화국은 기반 자체가 빈약하다 보니 애초에 오래 갈 나라가 아니었다. 게다가 일본 본토의 메이지 정부가 이를 가만히 놔둘 리가 없었고, 즉시 진압군을 보내 공격에 나섰다. 정부군과의 전쟁으로 재정 상태가 악화되자 심지어는 매춘부들에게까지 세금을 징수하고 관문을 설치해 통행세를 받으려 드는 등 세는 급격히 위축되었으며,  결국 현지 주민들이 이들에게 불만을 품고 은밀히 정부군을 돕는 일까지 생겨났다.
이런 가운데 1868년 12월 28일, 사실상 이들의 핵심 전력이라 할 수 있는 군함 카이요마루가 풍랑으로 좌초, 침몰하고 말았다. 기다렸다는 듯이 프랑스는 그동안 판매를 유보하고 있던 최신예 군함들을 일본 정부 측에 팔았고, 해군 전력에서 에조 공화국보다 정부 측이 더 우세해지게 되었다. 설상가상으로 서양 각국이 '일본은 오로지 천황제를 시행하는 메이지 유신 정부가 정통'이라고 공언해버리면서 에조 공화국은 서양의 도움도 받을 수 없는 처지가 되는, 그야말로 사면초가에 빠져 버렸다.
결국 정부군에게 밀리던 에조 공화국 측은 1869년 5월 11일, 최후의 결전에서 주력군이 궤멸당하자 5월 17일, 에노모토와 및 각료들이 에조 공화국의 최후 본진인 고료가쿠 성의 문을 열고 정부군에 항복, 5개월여의 역사를 마감하고 역사의 뒷장으로 사라지게 되었다. 참고로 현재 에조 공화국의 수뇌부가 있던 고료가쿠는 하코다테를 대표하는 관광지로 각광받고 있다.
에조 공화국의 전 총재였던 에노모토는 반역죄로 감옥에 수감되었지만 1872년 석방된 뒤(에노모토가 직접 번역한 국제법 책을 받은 구로다 기요타카가 그가 일본에 필요한 인재라고 여겨 구명 운동에 힘썼다.), 메이지 천황 밑에서 각종 요직을 두루 거치고 자작 지위에까지 올랐다. 에노모토 자신도 이후 에조 공화국에 대한 언급을 극히 꺼리는 등 에조 공화국에 대한 회상 자체를 거부하였다.

## 같이 보기
- 에조
- 일본의 민족문제
- 류큐독립운동
- 아이누 독립운동
- 아이누 민족
- 아이누 민족당(-民族黨, ja:アイヌ民族党)
- 아이누 혁명론
- 러시아의 아이누 민족(영어판)